# Francis Parkman
Francis Parkman Jr. (16 de setembro de 1823 – 8 de novembro de 1893) foi um historiador americano, mais conhecido como autor de The Oregon Trail: Sketches of Prairie and Rocky-Mountain Life e sua monumental obra em sete volumes France and England in North America. Essas obras ainda são valorizadas como fontes históricas e como literatura. Ele também foi um importante horticultor, brevemente professor de horticultura na Universidade Harvard e autor de vários livros sobre o tema. Parkman escreveu ensaios contra o direito de voto feminino que continuaram a circular muito tempo após sua morte. Parkman foi administrador da Boston Athenæum de 1858 até sua morte em 1893.

## Biografia

### Primeiros anos
Parkman nasceu em Boston, Massachusetts, filho do Reverendo Francis Parkman Sr. (1788–1853), membro de uma distinta família de Boston, e Caroline (Hall) Parkman. O Parkman mais velho era ministro da Igreja Unitarista New North Church em Boston de 1813 a 1849.
Quando menino, "Frank" Parkman foi considerado de saúde frágil e foi enviado para viver com seu avô materno, que possuía um terreno selvagem de 3 000 acres (12 km²) na vizinha Medford, Massachusetts, na esperança de que um estilo de vida mais rústico o tornasse mais resistente. Nos quatro anos que passou lá, Parkman desenvolveu seu amor pelas florestas, que animaria sua pesquisa histórica. De fato, ele mais tarde resumiria seus livros como "a história da floresta americana". Ele aprendeu a caçar e conseguia sobreviver na natureza como um verdadeiro pioneiro. Mais tarde, aprendeu até mesmo a montar sem sela, uma habilidade que seria útil quando se encontrou vivendo com os Sioux.

### Educação e carreira

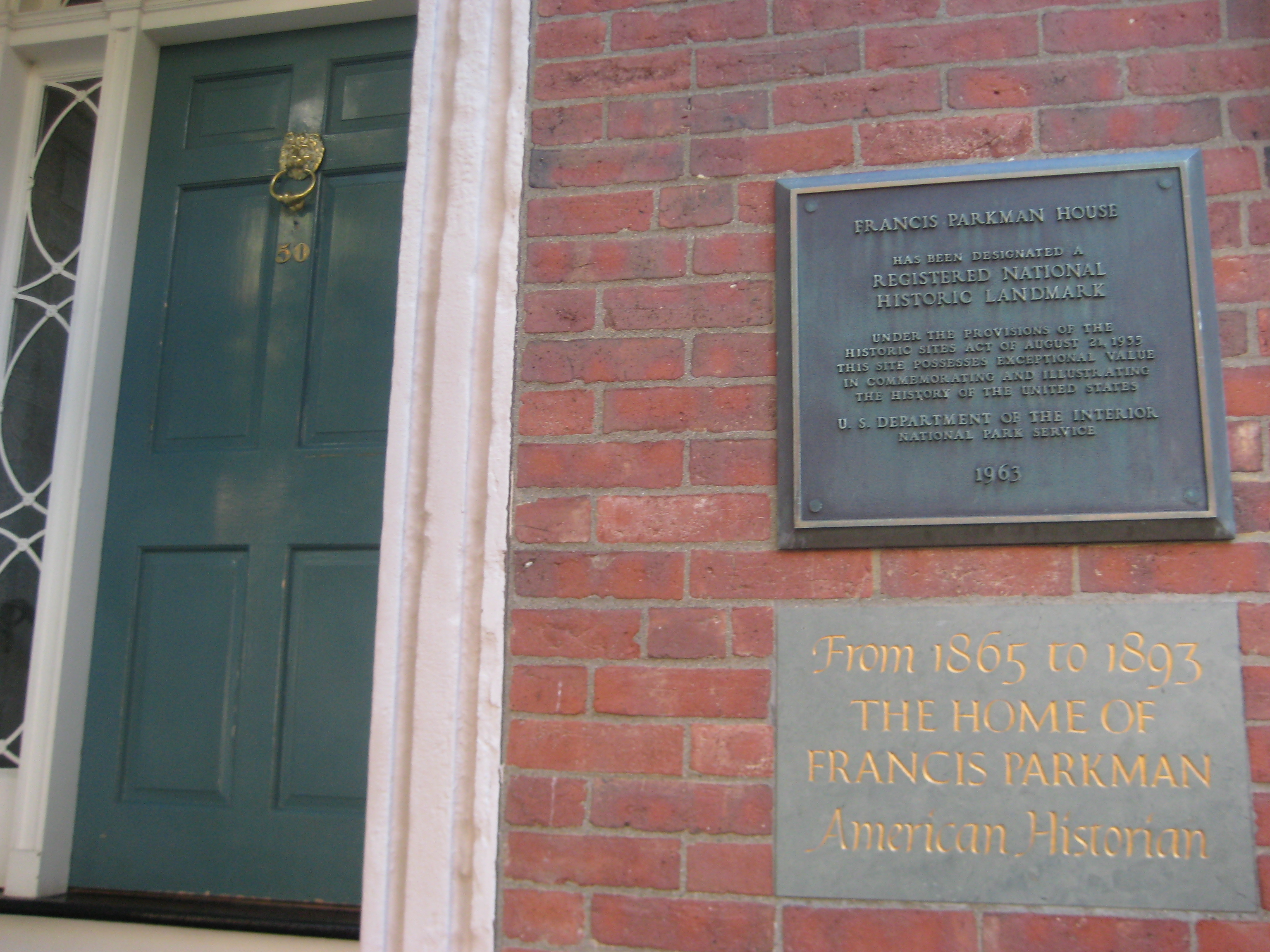
Casa Francis Parkman, um Marco Histórico Nacional em Beacon Hill

Parkman matriculou-se no Harvard College aos 16 anos. Em seu segundo ano, concebeu o plano que se tornaria o trabalho de sua vida. Em 1843, aos 20 anos, viajou para a Europa por oito meses no estilo do Grand Tour. Parkman fez expedições pelos Alpes e pelos Montes Apeninos, escalou o Vesúvio e viveu por um tempo em Roma, onde fez amizade com monges Passionistas que tentaram, sem sucesso, convertê-lo ao catolicismo.
Após a graduação em 1844, foi persuadido a obter um diploma em direito, seu pai esperando que tal estudo livrasse Parkman de seu desejo de escrever sua história das florestas. Isso não funcionou, e depois de terminar a faculdade de direito, Parkman procedeu para cumprir seu grande plano. Sua família ficou um tanto horrorizada com a escolha de trabalho de vida de Parkman, já que na época escrever histórias da natureza selvagem americana era considerado indigno de um cavalheiro. Historiadores sérios estudariam história antiga ou, segundo a moda da época, o Império Espanhol. As obras de Parkman tornaram-se tão bem recebidas que no final de sua vida, as histórias da América primitiva haviam se tornado moda. Theodore Roosevelt dedicou sua história da fronteira em quatro volumes, The Winning of the West (1889–1896), a Parkman.
Em 1846, Parkman viajou para o oeste em uma expedição de caça, onde passou várias semanas vivendo com a tribo Sioux, numa época em que lutavam com alguns dos efeitos do contato com europeus, como doenças epidêmicas e alcoolismo. Essa experiência levou Parkman a escrever sobre os índios americanos com um tom muito diferente das representações anteriores e mais simpáticas representadas pelo estereótipo do "nobre selvagem". Escrevendo na era do destino manifesto, Parkman acreditava que a conquista e o deslocamento dos índios americanos representavam progresso, um triunfo da "civilização" sobre a "selvageria", uma visão comum na época. Ele escreveu A Trilha do Oregon durante sua convalescença de doença em 1846–1848 em Staten Island, Nova York e Brattleboro, Vermont. Ele foi eleito membro da Academia Americana de Artes e Ciências em 1855, e em 1865 foi eleito membro da Sociedade Antiquária Americana.
Com a Guerra Civil chegando ao fim, Parkman, junto com o bibliotecário da Boston Athenæum William F. Poole e os colegas administradores Donald McKay Frost e Raymond Sanger Wilkins, viu a importância de garantir, para o benefício de futuros historiadores, jornais, folhetos, livros e panfletos impressos nos Estados Confederados da América. Graças à previsão de Parkman, a Boston Athenæum abriga uma das mais extensas coleções de impressos confederados do mundo.
Parkman escreveu um ensaio de propaganda amplamente circulado em 1879 contra o sufrágio feminino no qual expressou a opinião de que as mulheres são "a metade impulsiva e excitável da humanidade" que não poderia ser confiada no governo.

### Vida pessoal
Descendente de uma família rica de Boston, Parkman tinha dinheiro suficiente para buscar sua pesquisa sem ter que se preocupar muito com finanças. Sua estabilidade financeira foi aprimorada por seu estilo de vida modesto e, mais tarde, pelos royalties de suas vendas de livros. Assim, foi capaz de dedicar muito de seu tempo à pesquisa, bem como a viagens. Ele viajou pela América do Norte, visitando a maioria dos locais históricos sobre os quais escreveu, e fez viagens frequentes à Europa em busca de documentos originais para aprofundar sua pesquisa.
As realizações de Parkman são ainda mais impressionantes à luz do fato de que ele sofria de uma doença neurológica debilitante, que o atormentou durante toda a sua vida e nunca foi devidamente diagnosticada. Muitas vezes ele era incapaz de andar, e por longos períodos ficava efetivamente cego, sendo incapaz de ver mais que a menor quantidade de luz. Muito de sua pesquisa envolveu ter pessoas lendo documentos para ele, e muito de sua escrita foi escrita no escuro ou ditada a outros.

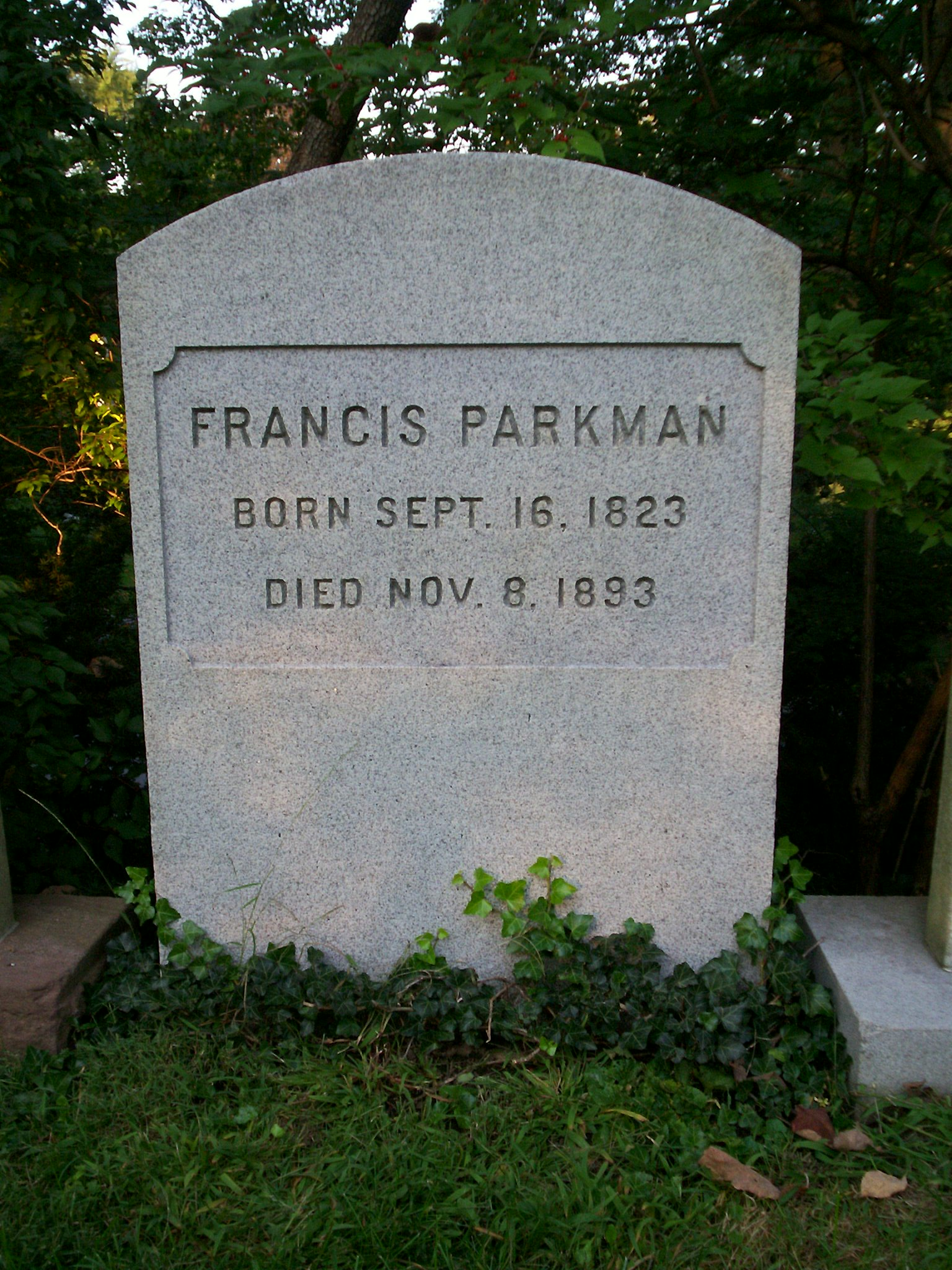
Túmulo de Francis Parkman

Parkman casou-se com Catherine Scollay Bigelow em 13 de maio de 1850; eles tiveram três filhos. Um filho morreu na infância, e pouco depois, sua esposa morreu. Ele criou com sucesso duas filhas, introduzindo-as na sociedade de Boston e vendo ambas se casarem, com famílias próprias. Parkman morreu aos 70 anos em Jamaica Plain. Ele está enterrado no Cemitério Mount Auburn em Cambridge, Massachusetts. Parkman também é conhecido por ser um dos fundadores, em 1879, e primeiro presidente do St. Botolph Club de Boston, um clube social que se concentra em artes e literatura.

## Legado
Em reconhecimento ao seu talento e realizações, a Sociedade de Historiadores Americanos concede anualmente o Prêmio Francis Parkman para o melhor livro sobre história americana.
Seu trabalho foi elogiado por historiadores que publicaram ensaios em novas edições de sua obra, como os ganhadores do Prêmio Pulitzer C. Vann Woodward, Allan Nevins e Samuel Eliot Morison, bem como por outros historiadores notáveis incluindo Wilbur R. Jacobs, John Keegan, William Taylor, Mark Van Doren e David Levin. Artistas famosos como Thomas Hart Benton e Frederic Remington ilustraram os livros de Parkman. Numerosas traduções foram publicadas mundialmente.
Em 1865, Parkman construiu uma casa na 50 Chestnut Street em Beacon Hill em Boston, que desde então se tornou um Marco Histórico Nacional. A Escola Francis Parkman em Forest Hills leva seu nome, assim como a Parkman Drive e o Memorial Francis Parkman em granito no local de sua última casa em Jamaica Plain, Massachusetts (agora um bairro de Boston). Em 16 de setembro de 1967, o Serviço Postal dos Estados Unidos homenageou Parkman com um selo de 3¢ da série Americanos Proeminentes.
O ensaio de Parkman Algumas das Razões Contra o Sufrágio Feminino foi um best-seller por décadas. A Associação de Massachusetts Oposta à Extensão Adicional do Sufrágio às Mulheres continuou a usar os escritos e o nome prestigioso de Parkman muito tempo após sua morte.

## Críticas
O trabalho de Parkman sobre nacionalidade, raça e especialmente nativos americanos gerou críticas. C. Vann Woodward escreveu que Parkman permitiu que seu preconceito controlasse seu julgamento, empregou o tropo do "caráter nacional" para colorir esboços de franceses e ingleses, e traçou uma distinção entre "selvageria" indígena e "civilização" dos colonos, pois Parkman considerava a prática indígena de escalpelar repugnante, e fez questão de sublinhar sua aversão. O historiador canadense nascido na Grã-Bretanha da Nova França W. J. Eccles criticou duramente o que percebeu como preconceito de Parkman contra a França e as políticas católicas, bem como o que considerou uso inadequado de Parkman de fontes em língua francesa, baseado nos próprios preconceitos pessoais de Parkman: "Em suma, seu apelo é ao chauvinismo inato." Em outro lugar, Eccles escreveu: "A obra épica de Francis Parkman La Salle e a Descoberta do Grande Oeste (Boston, 1869) é sem dúvida uma grande obra literária, mas, como história, é, no mínimo, de mérito duvidoso." Eccles foi posteriormente caracterizado como um "iconoclasta temível" em seus escritos históricos.
A visão de Parkman sobre as mulheres trouxe muitas críticas ao que ele havia escrito. Parkman chamou as mulheres do oeste mais agressivo de "pescoço magro", alegando também que não gostava da companhia dos ocidentais. Sua preferência na companhia era por sociedades mais "cavalheirescas" ou daqueles que via como inferiores a ele e que estavam dispostos a fazer o que ele dizia. Quanto às mulheres nessas sociedades "cavalheirescas", ele ainda as via como frágeis e dependentes dos homens, mesmo tendo dependências físicas delas.

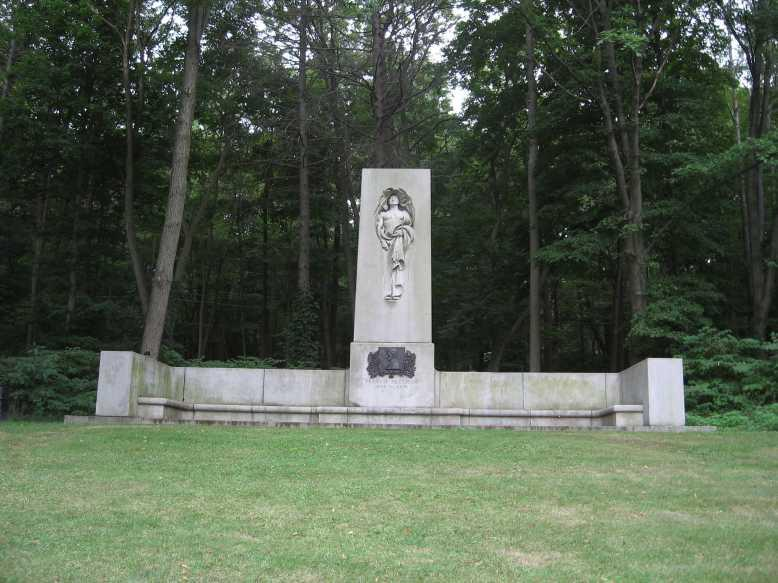
Memorial Parkman perto da Jamaica Pond

Outros historiadores modernos elogiaram elementos do trabalho de Parkman, mesmo reconhecendo suas limitações. O historiador Robert S. Allen disse que a história de Parkman sobre França e Inglaterra na América do Norte "permanece uma rica mistura de história e literatura que poucos estudiosos contemporâneos podem esperar emular". O historiador Michael N. McConnell, embora reconhecendo os erros históricos e o preconceito racial no livro de Parkman A Conspiração de Pontiac, disse:
Citação: ...seria fácil descartar Pontiac como um artefato curioso—talvez embaraçoso—de outro tempo e lugar. No entanto, o trabalho de Parkman representa um esforço pioneiro; de várias maneiras ele antecipou o tipo de história da fronteira agora tida como certa... O uso magistral e evocativo da linguagem de Parkman permanece seu legado mais duradouro e instrutivo.
O crítico literário americano Edmund Wilson, em seu livro O Canada, descreveu França e Inglaterra na América do Norte de Parkman nestes termos: "A clareza, o impulso e a cor dos primeiros volumes da narrativa de Parkman estão entre as mais brilhantes realizações da escrita da história como arte".

## Galeria

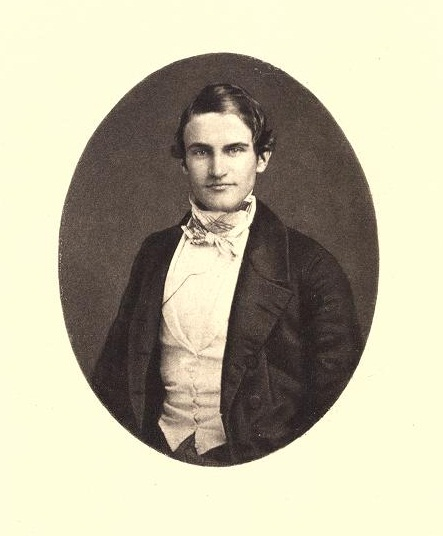
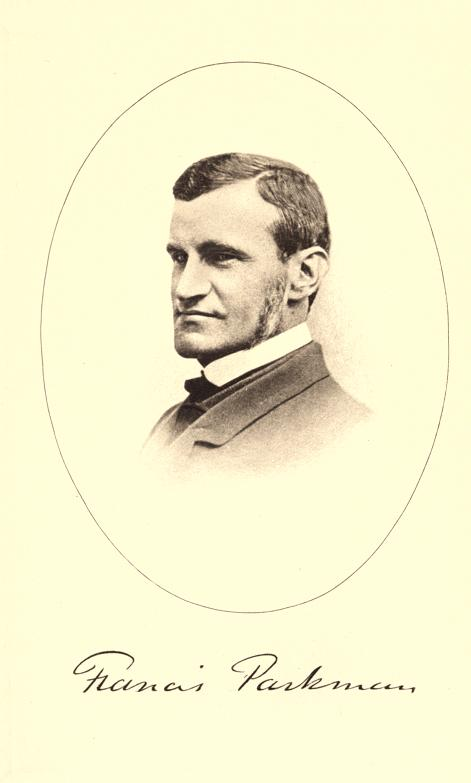
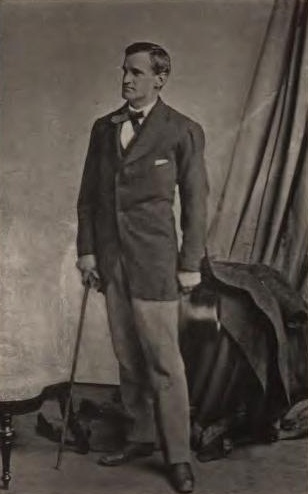
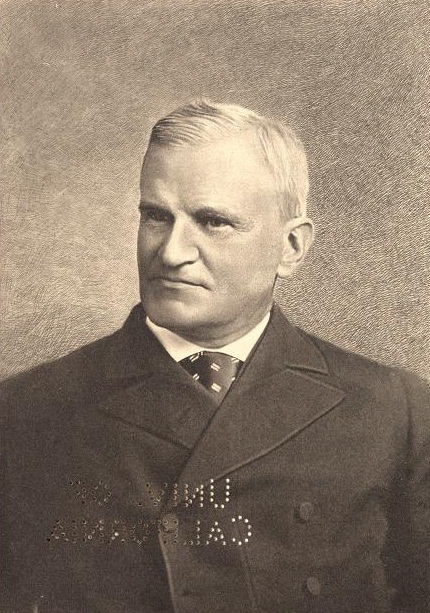

## Obras selecionadas
- The Oregon Trail: Sketches of Prairie and Rocky-Mountain Life (1847)
- The Conspiracy of Pontiac and the Indian War After the Conquest of Canada[18] (2 vols.) (1851)
- Vassall Morton (1856), a novel
- The Book of Roses[19] (1866). Horticultura de rosas.
- France and England in North America (1865–1892):
  - The Pioneers of France in the New World (1865)
  - The Jesuits in North America in the Seventeenth Century (1867)
  - La Salle and the Discovery of the Great West (1869; edição ampliada, 1879)
  - The Old Régime in Canada (1874)
  - Count Frontenac and New France under Louis XIV (1877)
  - Montcalm and Wolfe (1884)
  - A Half Century of Conflict (1892)
- Historic Handbook of the Northern Tour[20] (1885)
- The Journals of Francis Parkman. 2 vols. Ed. por Mason Wade. Nova York: Harper, 1947.
- The Letters of Francis Parkman. 2 vols. Ed. por Wilbur R. Jacobs. Norman: U of Oklahoma P, 1960.
- The Battle for North America. Um resumo de 1 vol. da France and England in North America, Ed. por John Tebbel. Doubleday 1948.

### Artigos
- Parkman, Francis (Abril de 1874). «The Ancien Régime in Canada, 1663–1763». The North American Review. 118 (243): 225–255. JSTOR 25109812
- Parkman, Francis (Janeiro de 1875). «Reviewed Work(s): The Native Races of the Pacific States of North America». The North American Review. 120 (246): 34–47. JSTOR 25109883.
- Parkman, Francis (Novembro de 1877). «Cavelier de la Salle». The North American Review. 125 (259): 427–438. JSTOR 25110131
- Parkman, Francis (Julho de 1878). «The Failure of Universal Suffrage». The North American Review. 127 (263): 1–20. JSTOR 25100650.
- Parkman, Francis (Outubro de 1879). «The Woman Question». The North American Review. 129 (275): 303–321. JSTOR 25100797
- Parkman, Francis (Janeiro de 1880). «The Woman Question Again». The North American Review. 130 (278): 16–30. JSTOR 25100823
- Parkman, Francis (1916). «Some of the Reasons Against Woman Suffrage». In:  Albert Benedict Wolfe. Readings in Social Problems. [S.l.]: Ginn and Company. pp. 478–481

### Edições eletrônicas
- Obras de Francis Parkman (em inglês) no Projeto Gutenberg
- Obras de ou sobre Francis Parkman no Internet Archive
- Obras de Francis Parkman (em inglês) no LibriVox (livros falados em domínio público)